# (38775) 2000 RZ10
2000 RZ10 (asteroide 38775) é um asteroide da cintura principal. Possui uma excentricidade de 0.22431860 e uma inclinação de 6.63210º.
Este asteroide foi descoberto no dia 1 de setembro de 2000 por LINEAR em Socorro.